# Produit direct (groupes)
En mathématiques, et plus particulièrement en théorie des groupes, le produit direct d'une famille de groupes est une structure de groupe qui se définit naturellement sur le produit cartésien des ensembles sous-jacents à ces groupes.

## Produit direct de deux groupes
Soient {\displaystyle G_{1}} et {\displaystyle G_{2}} deux groupes. Désignons par {\displaystyle G_{1}\times G_{2}} leur produit cartésien (ou, plus exactement, le produit cartésien de leurs ensembles sous-jacents). Il est naturel de définir sur {\displaystyle G_{1}\times G_{2}} une loi de composition {\displaystyle \star } composante par composante :
{\displaystyle (x_{1},x_{2})\star (y_{1},y_{2})=(x_{1}y_{1},x_{2}y_{2})},
le produit {\displaystyle x_{1}y_{1}} apparaissant dans le second membre étant calculé dans {\displaystyle G_{1}} et le produit {\displaystyle x_{2}y_{2}} dans {\displaystyle G_{2}}. On vérifie facilement que cette loi de composition munit {\displaystyle G_{1}\times G_{2}} d'une structure de groupe. Ce groupe est appelé produit direct (ou simplement produit) des groupes {\displaystyle G_{1}} et {\displaystyle G_{2}} et noté {\displaystyle G_{1}\times G_{2}}. Si {\displaystyle e_{1}} et {\displaystyle e_{2}} désignent respectivement les neutres de {\displaystyle G_{1}} et de {\displaystyle G_{2}}, le neutre de {\displaystyle G_{1}\times G_{2}} est {\displaystyle (e_{1},e_{2})}. Le symétrique d'un élément {\displaystyle (x_{1},x_{2})} de {\displaystyle G_{1}\times G_{2}} est l'élément {\displaystyle (x_{1}^{-1},x_{2}^{-1})}.
L'application {\displaystyle (g,h)\mapsto (h,g)} définit un isomorphisme de {\displaystyle G\times H} sur {\displaystyle H\times G} (« commutativité » du produit direct) et l'application {\displaystyle ((g,h),k)\mapsto (g,(h,k))} définit un isomorphisme de {\displaystyle (G\times H)\times K} sur {\displaystyle G\times (H\times K)} (« associativité » du produit direct).

## Produit direct d'une famille de groupes

### Définition
La définition qui précède se généralise comme suit à une famille quelconque de groupes.

Soit {\displaystyle (G_{i})_{i\in I}} une famille (finie ou infinie) de groupes. 
On appelle groupe produit de cette famille, ou produit de cette famille, ou produit direct de cette famille, et on note {\displaystyle \prod _{i\in I}G_{i}} le produit cartésien de la famille des (ensembles sous-jacents des) {\displaystyle G_{i}}, muni de la loi de composition composante par composante :
{\displaystyle (x_{i})_{i\in I}\star (y_{i})_{i\in I}=(x_{i}y_{i})_{i\in I}},
où, pour chaque i, le produit {\displaystyle x_{i}y_{i}} est calculé dans {\displaystyle G_{i}}.

Il est clair que cette loi de composition est bien une loi de groupe. Puisqu'en théorie des ensembles, le produit cartésien d'une famille d'ensembles a pour cardinal le produit des cardinaux de ces ensembles, l'ordre du produit direct d'une famille de groupes est le produit des ordres de ces groupes.
Remarques.
1. Les notations ne sont pas tout à fait fixées. L'emploi ci-dessus du symbole {\displaystyle \prod } est conforme à Bourbaki[1], à J.J. Rotman[2], à D.S. Dummit et R.M. Foote[3], etc. Kurzweil (de) et Stellmacher[4] notent {\displaystyle {\underset {i=1}{\stackrel {n}{\times }}}G_{i}} ou encore {\displaystyle {\underset {i=1,...,n}{\stackrel {}{\times }}}G_{i}} ou encore {\displaystyle G_{1}\times \cdots \times G_{n}} le produit direct d'une famille finie {\displaystyle (G_{i})_{1\leq i\leq n}} de groupes. Ils n'emploient le symbole {\displaystyle \prod } que pour désigner des opérations internes à un groupe[5]. W. R. Scott[6], désigne par {\displaystyle \pi \{G_{s}\vert s\in S\}} le produit direct d'une famille {\displaystyle \ (G_{s})_{s\in S}} de groupes.
2. Les groupes {\displaystyle G_{i}} ne sont pas forcément deux à deux distincts. Si, par exemple, ils sont tous égaux à un même groupe G, le produit {\displaystyle \prod _{i\in I}G_{i}} est égal à l'ensemble {\displaystyle G^{I}} des applications de I dans G, muni de la loi de groupe définie par {\displaystyle f\star g:i\mapsto f(i)g(i)}.
3. Il nous arrivera de désigner par le même symbole 1 (en contexte multiplicatif) ou 0 (en contexte additif) les neutres de tous les {\displaystyle G_{i}}. En pratique, cela ne prête pas à confusion.

Pour tout élément j de I, désignons par {\displaystyle \mathrm {pr} _{j}} l'application j-ième projection
{\displaystyle \mathrm {pr} _{j}:\prod _{i\in I}G_{i}\rightarrow G_{j}:(x_{i})_{i\in I}\mapsto x_{j}}
du produit cartésien des (ensembles sous-jacents aux) {\displaystyle G_{i}} dans {\displaystyle G_{j}}. On vérifie facilement que {\displaystyle pr_{j}} est un homomorphisme surjectif de groupes, qu'on appelle j-ième homomorphisme de projection de {\displaystyle \prod _{i\in I}G_{i}} sur {\displaystyle G_{j}}.

### Propriété universelle du produit d'une famille de groupes
Soit {\displaystyle (G_{i})_{i\in I}} une famille (finie ou infinie) de groupes. Désignons par P le produit de cette famille et, pour chaque {\displaystyle i\in I}, par {\displaystyle \ \mathrm {pr} _{i}} l'homomorphisme i-ème projection de P sur {\displaystyle G_{i}}. Si H est un groupe et {\displaystyle (f_{i})_{i\in I}} une famille d'homomorphismes {\displaystyle f_{i}:H\to G_{i}}, il existe un et un seul homomorphisme f de H dans P tel que, pour tout élément i de I,
{\displaystyle f_{i}=\mathrm {pr} _{i}\circ f}.
En effet, l'application {\displaystyle h\mapsto (f_{i}(h))_{i\in I}} est clairement un morphisme de groupes et satisfait évidemment à la propriété ci-dessus (ce qui est d'ailleurs un cas particulier de la propriété universelle du produit cartésien d'une famille d'ensembles).
Dans le langage de la théorie des catégories, la propriété universelle du produit d'une famille de groupes revient à dire que, dans les notations ci-dessus, P et la famille d'homomorphismes {\displaystyle (\mathrm {pr} _{i})_{i\in I}} constituent un produit de la famille {\displaystyle (G_{i})_{i\in I}} dans la catégorie des groupes.

## Somme restreinte d'une famille de groupes
Pour tout élément j de I, désignons par {\displaystyle \varphi _{j}} l'application de {\displaystyle G_{j}} dans {\displaystyle \prod _{i\in I}G_{i}} qui envoie x sur la famille {\displaystyle (y_{i})_{i\in I}} définie par {\displaystyle y_{i}=x} si {\displaystyle i=j} et {\displaystyle y_{i}=1} si {\displaystyle i\neq j}. On vérifie facilement que {\displaystyle \varphi _{j}} est un homomorphisme injectif de groupes, qu'on appelle j-ième injection canonique de {\displaystyle G_{j}} dans {\displaystyle \prod _{i\in I}G_{i}}.
(Si {\displaystyle \mathrm {pr} _{j}} désigne le j-ème -homomorphisme projection de {\displaystyle \prod _{i\in I}G_{i}} sur {\displaystyle G_{j}}, on a évidemment, pour tout élément j de I,
{\displaystyle \mathrm {pr} _{j}\circ \varphi _{j}=\mathrm {id} _{G_{j}}.})
L'image {\displaystyle \varphi _{j}(G_{j})} de l'homomorphisme injectif {\displaystyle \varphi _{j}} est un sous-groupe de {\displaystyle \prod _{i\in I}G_{i}} isomorphe à {\displaystyle G_{j}}. C'est l'ensemble des éléments {\displaystyle (x_{i})_{i\in I}} de {\displaystyle \prod _{i\in I}G_{i}} tels que {\displaystyle x_{i}=1} pour tout i distinct de j. On identifie souvent {\displaystyle G_{j}} et {\displaystyle \varphi _{j}(G_{j})} ; par exemple, on dit que {\displaystyle G_{j}} est un sous-groupe de {\displaystyle \prod _{i\in I}G_{i}}.
On vérifie facilement que {\displaystyle \varphi _{j}(G_{j})} est un sous-groupe distingué de {\displaystyle \prod _{i\in I}G_{i}} et que si i et j sont des éléments distincts de I, tout élément de {\displaystyle \varphi _{i}(G_{i})} commute avec tout élément de {\displaystyle \varphi _{j}(G_{j})}. (On ne peut pas en dire autant si i et j ne sont pas distincts, car {\displaystyle G_{i}} n'est pas forcément commutatif.)

### Définition
Le sous-groupe de {\displaystyle \prod _{i\in I}G_{i}} engendré par les {\displaystyle \varphi _{j}(G_{j})} est l'ensemble des éléments {\displaystyle (x_{i})_{i\in I}} de {\displaystyle \prod _{i\in I}G_{i}} pour lesquels il n'y a qu'un nombre fini (éventuellement nul) d'indices i tels que {\displaystyle \ x_{i}\neq 1}. Cela nous amène à cette définition :
Définition. Soit {\displaystyle (G_{i})_{i\in I}} une famille de groupes. L'ensemble des éléments {\displaystyle (x_{i})_{i\in I}} de {\displaystyle \prod _{i\in I}G_{i}} pour lesquels il n'y a qu'un nombre fini (éventuellement nul) d'indices i tels que {\displaystyle x_{i}\neq 1} se munit d'une loi de groupe par {\displaystyle (x_{i})_{i\in I}\star (y_{i})_{i\in I}=(x_{i}y_{i})_{i\in I}}. Ce sous-groupe de {\displaystyle \prod _{i\in I}G_{i}} est appelé la somme restreinte ou la somme directe de la famille de groupes {\displaystyle (G_{i})_{i\in I}}. Quand les groupes {\displaystyle G_{i}} sont abéliens, on dit somme directe plutôt que somme restreinte.
Nous noterons {\displaystyle \sum _{i\in I}G_{i}} la somme restreinte de la famille de groupes {\displaystyle (G_{i})_{i\in I}}. Il faut cependant noter que les notations ne sont pas fixées. Quand les groupes {\displaystyle G_{i}} sont commutatifs, la somme directe est également notée {\displaystyle {\underset {i\in I}{\oplus }}G_{i}}.
D'après ce qui précède, la somme restreinte est un sous-groupe du produit direct et il est clair que ce sous-groupe est distingué. On a noté que les {\displaystyle \varphi _{j}(G_{j})} sont distingués dans {\displaystyle \prod _{i\in I}G_{i}}, donc ils sont distingués dans {\displaystyle \sum _{i\in I}G_{i}}.
Si l'ensemble I est fini, ou, plus généralement, s'il n'y a qu'un nombre fini d'éléments i de I tels que {\displaystyle G_{i}} soit non trivial (par trivial, on entend ici réduit au neutre), le produit direct et la somme restreinte de la famille {\displaystyle (G_{i})_{i\in I}} se confondent.
D'après ce qui précède, la j-ième injection canonique de {\displaystyle G_{j}} dans {\displaystyle \prod _{i\in I}G_{i}} prend ses valeurs dans la somme restreinte. Nous parlerons donc aussi de la j-ième injection canonique comme d'un homomorphisme de {\displaystyle G_{j}} dans la somme restreinte.

### Propriété universelle de la somme directe d'une famille de groupes abéliens
La somme restreinte d'une famille de groupes possède la propriété suivante :
Soient {\displaystyle (G_{i})_{i\in I}} une famille de groupes, K un groupe et {\displaystyle (f_{i}:G_{i}\to K)_{i\in I}} une famille d'homomorphismes telle que, pour tous éléments distincts i, j de I, chaque élément de {\displaystyle f_{i}(G_{i})} commute avec chaque élément de {\displaystyle f_{j}(G_{j})}. Il existe un et un seul homomorphisme f de {\displaystyle \sum _{i\in I}G_{i}} dans K tel que, pour tout élément j de I, {\displaystyle f\circ \varphi _{j}=f_{j}}.
En effet, considérons l'application
{\displaystyle f:\sum _{i\in I}G_{i}\to K:(x_{i})_{i\in I}\mapsto \prod _{i\in I}f_{i}(x_{i})} ;
cette application est correctement définie parce que, d'une part, il y a au plus un nombre fini de i tels que {\displaystyle f_{i}(x_{i})\neq 1} et, d'autre part, parce que, pour i distinct de j, {\displaystyle f_{i}(x_{i})} commute avec {\displaystyle f_{j}(x_{j})}, ce qui permet de définir {\displaystyle \prod _{i\in I}f_{i}(x_{i})} indépendamment de tout ordre sur I. On vérifie facilement que f est un homomorphisme et qu'il est bien le seul homomorphisme de {\displaystyle \sum _{i\in I}G_{i}} dans K tel qu'annoncé.
Si le groupe K est abélien, l'hypothèse de commutation est automatiquement vérifiée et l'on obtient :
Soient {\displaystyle (G_{i})_{i\in I}} une famille de groupes, et K un groupe abélien. Le morphisme{\displaystyle \hom(\sum G_{i},K)\to \prod \hom(G_{i},K),\quad f\mapsto (f\circ \varphi _{i})}est un isomorphisme.
Si tous les groupes {\displaystyle G_{i}} sont abéliens alors leur somme directe l'est aussi, et le théorème ci-dessus fournit la propriété universelle de la somme directe :
Propriété universelle de la somme directe. Soient {\displaystyle (G_{i})_{i\in I}} une famille de groupes abéliens, K un groupe abélien et {\displaystyle (f_{i}:G_{i}\rightarrow K)_{i\in I}} une famille d'homomorphismes. Il existe un et un seul homomorphisme f de {\displaystyle \sum _{i\in I}G_{i}} dans K tel que, pour tout élément j de I, {\displaystyle f\circ \varphi _{j}=f_{j}}.
Dans le langage de la théorie des catégories, la propriété universelle de la somme directe d'une famille de groupes abéliens revient à dire que si {\displaystyle (G_{i})_{i\in I}} est une famille de groupes abéliens, le groupe {\displaystyle {\underset {i\in I}{\oplus }}G_{i}} et, dans les notations ci-dessus, la famille d'homomorphismes {\displaystyle (\varphi _{i})_{i\in I}} constituent une somme (aussi appelé « coproduit » ) de la famille {\displaystyle (G_{i})_{i\in I}} dans la catégorie des groupes abéliens. Nous avons ainsi prouvé que les sommes existent dans la catégorie des groupes abéliens. Les sommes existent aussi dans la catégorie des groupes sous le nom de produits libres, et la somme restreinte {\displaystyle \oplus _{i\in I}G_{i}} d'une famille {\displaystyle (G_{i})_{i\in I}} de groupes commutatifs est l'abélianisé de son produit libre.

## Somme restreinte interne d'une famille de sous-groupes
Soient G un groupe et {\displaystyle (G_{i})_{i\in I}} une famille de sous-groupes de G telle que, pour tous éléments distincts i et j de I, tout élément de {\displaystyle G_{i}} commute avec tout élément de {\displaystyle G_{j}}. Pour tout élément j de I, désignons par {\displaystyle \varphi _{j}} la j-ième injection canonique de {\displaystyle G_{j}} dans la somme restreinte des {\displaystyle (G_{i})}et par {\displaystyle \mathrm {incl} _{j}} l'homomorphisme inclusion {\displaystyle x\mapsto x} de {\displaystyle G_{j}} dans {\displaystyle G}. D'après la propriété de la somme restreinte énoncée plus haut, il existe un et un seul homomorphisme f de la somme restreinte des {\displaystyle (G_{i})} dans G tel que, pour tout élément j de I,
{\displaystyle f\circ \varphi _{j}=\mathrm {incl} _{j}}
et cet homomorphisme peut se définir par
{\displaystyle f:(x_{i})_{i\in I}\mapsto \prod _{i\in I}x_{i}.}
Définition. Soient G un groupe et {\displaystyle (G_{i})_{i\in I}} une famille de sous-groupes de G. On dit que G est somme restreinte interne de la famille {\displaystyle (G_{i})_{i\in I}} si pour tous éléments distincts i et j de I, tout élément de {\displaystyle G_{i}} commute avec tout élément de {\displaystyle G_{j}} et que l'homomorphisme {\displaystyle (x_{i})_{i\in I}\mapsto \prod _{i\in I}x_{i}} de la somme restreinte des {\displaystyle (G_{i})} dans G est un isomorphisme.
On vérifie facilement que si G est un groupe et {\displaystyle (G_{i})_{i\in I}} une famille de sous-groupes de G, G est somme restreinte interne de cette famille si et seulement si les deux conditions suivantes sont satisfaites :
1. pour tous éléments distincts i et j de I, tout élément de {\displaystyle G_{i}} commute avec tout élément de {\displaystyle G_{j}} ;
2. pour tout élément x de G, il existe une et une seule famille {\displaystyle (x_{i})_{i\in I}} telle que {\displaystyle x_{i}\in G_{i}} pour tout i, {\displaystyle x_{i}=1} sauf peut-être pour un nombre fini de i et {\displaystyle x=\prod _{i\in I}x_{i}}.

Les {\displaystyle G_{i}} sont alors des sous-groupes distingués de G et engendrent G.
Quand on veut distinguer entre la somme retreinte et la somme restreinte interne, on dit « somme restreinte externe » pour « somme restreinte ». Toutefois, on néglige souvent de faire la distinction et on dit volontiers « somme restreinte » pour « somme restreinte interne ».

### Somme directe interne d'une famille de sous-groupes abéliens
Dans le cas où G est abélien, on parle de somme directe interne (ou simplement somme directe) plutôt que de somme restreinte interne. Dans ce cas, la caractérisation d'une somme directe interne se simplifie :
Soient G un groupe abélien et {\displaystyle (G_{i})_{i\in I}} une famille de sous-groupes de G. G est somme directe (interne) de cette famille si et seulement si la condition suivante est satisfaite (en notations additives) :
pour tout élément x de G, il existe une et une seule famille {\displaystyle (x_{i})_{i\in I}} telle que {\displaystyle x_{i}\in G_{i}} pour tout i, {\displaystyle x_{i}=0} sauf peut-être pour un nombre fini de i et {\displaystyle x=\sum _{i\in I}x_{i}}.

### Produit direct interne d'une famille finie de sous-groupes
Dans le cas où I est fini, on dit souvent « produit direct interne » ou simplement « produit direct » au lieu de « somme restreinte interne».
Dans ce cas, on peut caractériser comme suit la somme restreinte interne :
Soient G un groupe et {\displaystyle (G_{i})_{1\leq i\leq n}} une famille finie de sous-groupes de G. G est somme restreinte interne (produit direct interne dans une autre terminologie) de cette famille si et seulement si les conditions suivantes sont satisfaites :
a) chaque {\displaystyle G_{i}} est sous-groupe distingué de G,
b) les {\displaystyle G_{i}} engendrent G,
c) {\displaystyle (G_{1}G_{2}\ldots G_{i})\cap G_{i+1}=1} pour tout i < n.
Dans le cas particulier où n = 2, ceci montre qu'un groupe G est somme restreinte interne de deux sous-groupes H et K si et seulement si ces sous-groupes sont distingués, engendrent G et ont une intersection réduite au neutre. On peut même simplifier ces conditions en :
c) H ∩ K est trivial,
b') G = HK,
a') H et K se normalisent mutuellement (d'après un fait sur les commutateurs, cela suffit, compte tenu de c, pour que tout élément de H commute avec tout élément de K).
Lorsque G est fini, on peut en outre remplacer la condition b') par |G| = |H| |K| (d'après la formule du produit), et remarquer que la condition c) est automatiquement remplie si |H| et |K| sont premiers entre eux (d'après un théorème de Lagrange).
Quand on veut distinguer entre le produit direct interne et le produit direct défini antérieurement, on appelle celui-ci « produit direct externe ».
Si G est produit direct interne de la famille finie {\displaystyle (G_{i})_{1\leq i\leq n}} de sous-groupes de G, certains auteurs écrivent :
{\displaystyle G=G_{1}\times \ldots \times G_{n}} ou encore {\displaystyle G={\underset {i=1}{\stackrel {n}{\times }}}G_{i}} ou encore {\displaystyle {\underset {i=1,\ldots ,n}{\stackrel {}{\times }}}G_{i}}.
La notation {\displaystyle G=G_{1}\times \ldots \times G_{n}} ne prête pas à confusion car, par exemple, si une des trois relations suivantes est vraie (dans un sens évident) :
1. {\displaystyle G={\underset {i=1}{\stackrel {3}{\times }}}G_{i}}
2. {\displaystyle \ G=(G_{1}\times G_{2})\times G_{3}}
3. {\displaystyle \ G=G_{1}\times (G_{2}\times G_{3})}

les deux autres le sont aussi.
Outre ces relations d'« associativité », on a une relation de « commutativité » :
Soient G un groupe et H, K des sous-groupes de G ; si G = H × K, alors G = K × H.
Ces relations d'« associativité » et de « commutativité » peuvent être obtenues comme cas particuliers d'une propriété générale d'« associativité » de la somme restreinte interne d'une famille (finie ou infinie) de sous-groupes.
Puisque le produit direct interne d'une famille finie de sous-groupes est la somme restreinte interne de cette famille, que la somme restreinte interne est isomorphe à la somme restreinte externe et que, dans le cas d'une famille finie de groupes, la somme restreinte externe est identique au produit direct, le produit direct interne d'une famille finie de sous-groupes est isomorphe au produit direct externe de cette famille. En particulier, le produit direct interne d'une famille finie de sous-groupes a pour ordre le produit des ordres de ces sous-groupes.
Un sous-groupe H d'un groupe G est dit facteur direct de G s'il existe (au moins) un sous-groupe K de G tel que G soit produit direct interne G = H × K.

## Exemples

### Décomposition triviale en produit direct interne
Tout groupe G admet la décomposition en produit direct interne G = G × 1. Cette décomposition est dite triviale.

### Groupe de Klein
Soit G l'unique groupe d'ordre 2, isomorphe au groupe cyclique Z/2Z. Sa table est la suivante :
| + | 0 | 1 |
| 0 | 0 | 1 |
| 1 | 1 | 0 |

Le groupe produit G×G est un groupe abélien de quatre éléments dont la table est la suivante :
| +     | (0,0) | (0,1) | (1,0) | (1,1) |
| (0,0) | (0,0) | (0,1) | (1,0) | (1,1) |
| (0,1) | (0,1) | (0,0) | (1,1) | (1,0) |
| (1,0) | (1,0) | (1,1) | (0,0) | (0,1) |
| (1,1) | (1,1) | (1,0) | (0,1) | (0,0) |

Le groupe obtenu est isomorphe au groupe de Klein, le seul groupe non cyclique d'ordre 4, dont chaque élément est son propre inverse.

### Groupe additif d'un espace vectoriel
Soit V un espace vectoriel (à gauche ou à droite) sur un corps K. Il résulte de l'existence des bases dans les espaces vectoriels que le groupe additif de V est somme directe interne d'une famille de groupes isomorphes au groupe additif de K. (En fait, la notion de Somme directe de sous-espaces vectoriels est mieux adaptée à cette situation, mais elle n'est pas nécessaire à la présente discussion.)
Soit p un nombre premier et G un groupe abélien dans lequel px = 0 pour tout élément x de G. Le groupe G est d'une et une seule façon le groupe additif d'un espace vectoriel sur le corps à p éléments Z/pZ. Donc, d'après l'alinéa précédent, G est somme directe interne d'une famille (finie ou infinie) de groupes (cycliques) d'ordre p.

### Groupe cyclique
On démontre que si a et b sont deux nombres naturels premiers entre eux et G un groupe cyclique d'ordre ab, alors G est produit direct interne de son unique sous-groupe (cyclique) d'ordre a et de son unique sous-groupe (cyclique) d'ordre b. En revanche, si G est un groupe cyclique et a, b deux diviseurs non premiers entre eux de l'ordre de G, G n'est pas produit direct interne d'un groupe d'ordre a et d'un groupe d'ordre b.

### Somme restreinte externe comme somme restreinte interne
Soit {\displaystyle (G_{i})_{i\in I}} une famille de groupes. Désignons par S sa somme restreinte externe et, pour tout élément j de I, par {\displaystyle \varphi _{j}} la j-ième injection canonique de {\displaystyle G_{j}} dans S. On vérifie facilement que S est somme restreinte interne de la famille {\displaystyle (\varphi _{i}(G_{i}))_{i\in I}}.

## Propriétés
- Comme déjà noté, l'ordre du produit direct externe d'une famille (finie ou infinie) de groupes est égal au produit des ordres de ces groupes. L'ordre du produit direct interne d'une famille finie de sous-groupes est égal au produit des ordres de ces groupes.
- Le produit direct externe et la somme restreinte externe d'une famille de groupes abéliens sont des groupes abéliens. Si un groupe G est somme restreinte interne d'une famille de sous-groupes abéliens, G est abélien.
- Si G est le produit direct externe de deux groupes G1 et G2, notons i1 (resp. i2) l'application de G1 (resp. G2) dans G qui à x associe (x, e2) (resp. (e1, x). Le sous-groupe image de i1 (resp. i2) est noté H1 (resp. H2). Enfin l'application s1 (resp. s2) de G dans G1 (resp. G2) est définie par s1(x1, x2) = x1 (resp. s2(x1, x2) = x2).
- Les applications i1 et i2 sont des morphismes injectifs.
- Les applications s1 et s2 sont des morphismes surjectifs.
- Les deux suites suivantes sont exactes.

## Projecteur
Une approche, un peu analogue à celle des espaces vectoriel, donne une équivalence entre un produit direct et un morphisme particulier appelé projecteur.
Soit G un groupe, H1 et H2 deux sous-groupes de G tel que l'application φ du paragraphe précédent soit un isomorphisme. Alors tout élément g de G s'écrit de manière unique h1*h2 où hi est élément de Hi. Soit p l'application de G dans G qui à g associe h1. Elle bénéficie des propriétés suivantes :
- La fonction p est un morphisme de groupes, tout élément de son image commute avec tout élément de son noyau et pop est égal à p.

Ici o désigne la composition des fonctions.
L'analogie avec les espaces vectoriels donne lieu à la définition suivante :
- Un projecteur p de G est un morphisme de G dans G tel que tout élément de son image commute avec tout élément de son noyau et pop est égal à p.

La donnée d'un projecteur permet une décomposition de G en produit direct :
- Soit p un projecteur de G, alors G est isomorphe au produit direct de l'image de p et du noyau de p.

Dans le cas où G est abélien, tout morphisme dont le carré est égal à lui-même est un projecteur, en effet tout élément du groupe commute avec tout élément du groupe.
Cette propriété peut se reformuler de la manière suivante. Toute suite exacte :
{\displaystyle 1\to H\to G\to G/H\to 1}
telle que G est abélien, et qu'il existe une section G/H dans G qui se factorise en un produit direct {\displaystyle \scriptstyle G\simeq H\times G/H}.

## Groupe abélien
Le cas général ne peut être traité, il est trop vaste, il est donc nécessaire d'apporter des hypothèses supplémentaires. Ces hypothèses correspondent essentiellement à trois cas, traités ici.

### Groupe abélien fini
Le cas le plus simple est celui ou le groupe G est fini. Un premier exemple est donné par les groupes cycliques, ils suffisent pour générer, à l'aide du produit direct tous les groupes abéliens finis.
- Il existe une suite d'entiers strictement positifs (a1,a2,...,ak) tel que G est isomorphe au produit direct des groupes cycliques de cardinal les différents éléments de la suite.

Ce qui s'écrit de la manière suivante :

### Groupe abélien de type fini
Le deuxième cas est d'une nature proche du cas précédent. Il correspond aux groupes contenant une partie génératrice finie. Il existe ainsi au moins un groupe qui n'est pas élément de l'ensemble précédent, celui des entiers Z. On démontre (dans l'article associé) qu'il est l'unique générateur à ajouter pour obtenir tous les groupes abéliens de type fini.
- Pour tout groupe abélien G de type fini, il existe un entier n et un groupe fini F tel que G est isomorphe au produit direct de F et de Zn.

### Groupe de Lie commutatif
Les deux catégories précédentes sont dénombrables. Il existe pourtant des groupes importants qui ne le sont pas, on peut citer par exemple le cas des isométries linéaires du plan utilisé précédemment. Il est alors nécessaire d'adjoindre trois hypothèses : le groupe dispose d'une structure de variété différentielle compatible avec le groupe (on parle de groupe de Lie), l'espace tangent est de dimension finie et le nombre de composantes connexes du groupe est fini. La propriété suivante est alors vérifiée :
- Tout groupe de Lie de dimension finie et ayant un nombre fini de composantes connexes est isomorphe à un produit direct d'un groupe fini, d'un espace vectoriel de dimension finie et d'un tore maximal.